# Przegląd Wojskowy

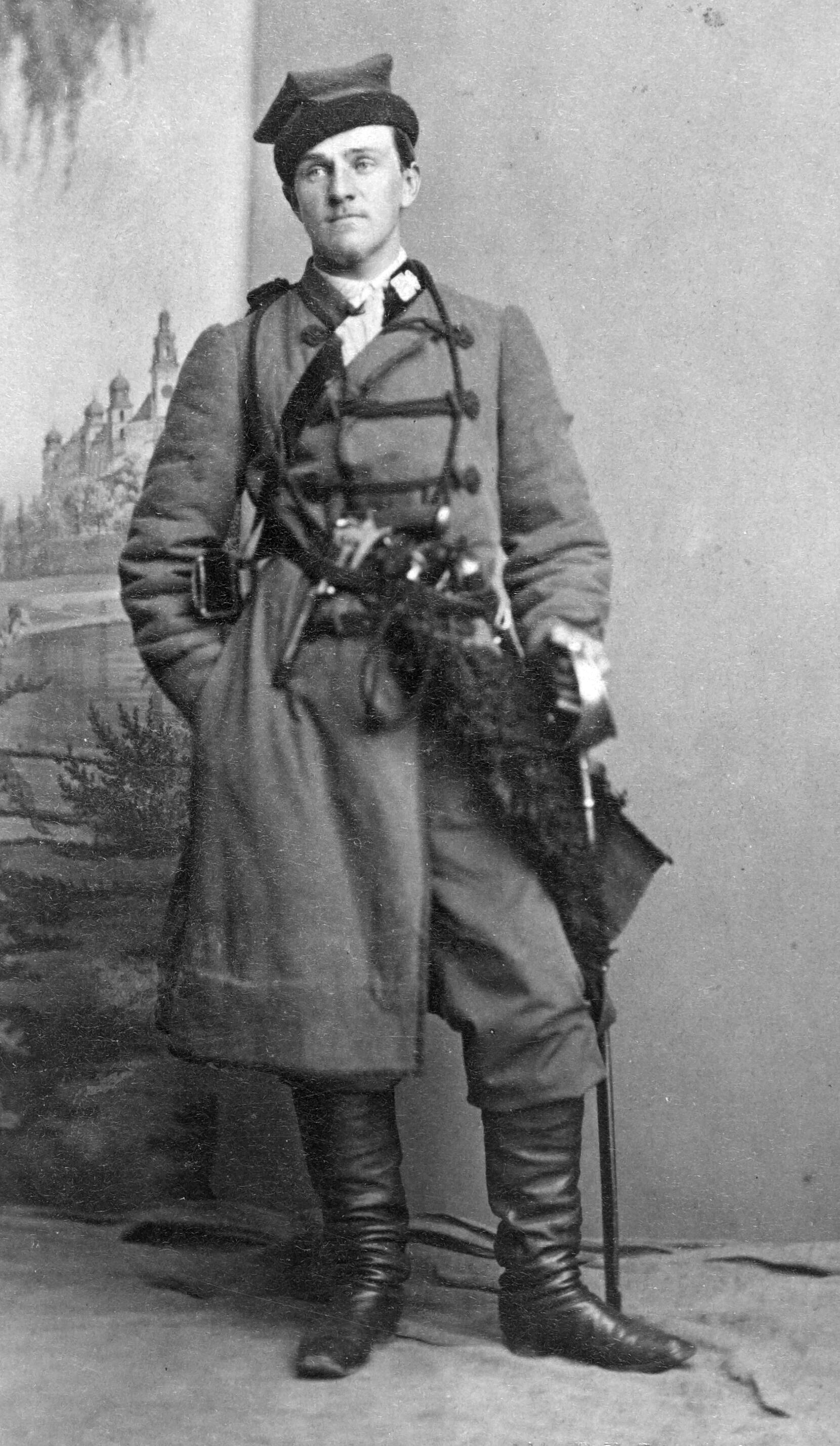
Józef Miniewski

Przegląd Wojskowy – polskie czasopismo wojskowe o profilu niepodległościowym, wydawane we Lwowie od maja 1914 wspólnymi siłami wszystkich polskich organizacji wojskowych.
Na czele Komitetu Redakcyjnego stał Józef Miniewski, pułkownik Wojsk Polskich z okresu powstania styczniowego.